# Bernhard Svensson
Bernhard Svensson, född 24 oktober 1879 i Forshälla församling, Göteborgs och Bohus län, död 6 november 1965 i Lund, var en svensk matematiker.
Efter studentexamen i Göteborg 1898 blev Svensson filosofie kandidat vid Lunds universitet 1901, filosofie licentiat 1906 och filosofie doktor 1908 på avhandlingen Études sur les fonctions définies par une serie de Taylor. Han var docent i matematik i Lund 1908–41, amanuens vid fysiska institutionen i Lund 1905–06, vid matematiska seminariet 1906–27, assistent i matematik 1907–09, t.f. professor i matematik 1910–12, lärare vid Lunds privata elementarskola från 1907, lektor vid Lunds folkskoleseminarium 1919–22 samt lektor i matematik och fysik vid Katedralskolan i Lund 1922–45. Han var inspektor vid Malmö kommunala mellanskola 1925–34 och censor vid studentexamina från 1944.